# Bernd Böttiger
Bernd Walter Böttiger (* 11. Juni 1958 in Pfungstadt) ist ein deutscher Arzt für Anästhesiologie, Gesundheitsmanager und Hochschullehrer.

## Werdegang
Im Jahr 1979 begann Bernd W. Böttiger ein Medizinstudium an der Heidelberger Ruprecht-Karls-Universität. Seine Promotion erfolgte 1988 nach der Facharztausbildung. 1992 wurde er Facharzt für Anästhesiologie, 1994 legte er dann sein Examen an der European Diploma in Anaesthesiology and Intensive Care (DEAA) ab.
1994 wurde Böttiger an der Klinik für Anästhesiologie des Universitätsklinikums Heidelberg Oberarzt. 1997 erfolgte dann die Habilitation für das Fachgebiet Anästhesiologie.
2002 wurde er stellvertretender Klinikdirektor und Geschäftsführender Oberarzt in Heidelberg, 2004 außerplanmäßiger Professor. 2004 bis 2006 absolvierte Böttiger ein Zweitstudium „Gesundheitsmanagement“.
2007–2024 leitete er die Klinik für Anästhesiologie und Operative Intensivmedizin der Universität Köln.

## Ehrenamt
Seit 2012 ist Böttiger Vorstandsvorsitzender des Deutschen Rates für Wiederbelebung (GRC), seit 2015 Präsidiumsmitglied der Deutschen Interdisziplinären Vereinigung für Intensiv- und Notfallmedizin (DIVI) und seit 2017 ist er Beiratsmitglied in der DIVI-Stiftung. Von 2017 bis 2019 war er im wissenschaftlichen Komitee für „Notfallmedizin – Trauma und Reanimation“ der European Society of Anaesthesiology (ESA) und von 2017 bis 2020 Mitglied der Advanced Life Support Taskforce des International Liaison Committee on Resuscitation (ILCOR) von AHA und ERC. Seit 2019 ist Böttiger Schirmherr für KIDS SAVE LIVES.

## Auszeichnungen
- 2014 Mitgliedschaft in der Leopoldina[2][3]
- 2017 Ian G. Jacobs Award der American Heart Association (AHA)
- 2018 Ehrenmitgliedschaft der Rumänische Gesellschaft für Anästhesiologie und Intensivmedizin (Societatea Română de Anestezie şi Terapie Intensivă – SRATI)[4]
- 2022 Ernennung zum Bundesarzt durch das Rote Kreuz[5]
- 2022 Fellowship der European Society of Anaesthesiology and Intensive Care (ESAIC)[6]

## Publikationen (Auswahl)
- mit H. Böhrer, A. Bach, J. Motsch und E. Martin: Bolus injection of thrombolytic agents during cardiopulmonary resuscitation for massive pulmonary embolism. In: Resuscitation. 28, 1998, S. 45–54.
- mit J. P. Nolan, C. Sandroni und anderen: European Resuscitation Council and European Society of Intensive Care Medicine guidelines 2021: post-resuscitation care. In: Intensive Care Medicine. Band 47, 2021, S. 369–421.
- mit Jan C. Behmann: Richtig handeln beim Herzstillstand – Warum sofortige Reanimation so wichtig ist: Prüfen – Rufen – Drücken. Springer Nature Verlag, Heidelberg 2025, ISBN 978-3662705445.